# Diócesis de Palangkaraya
La diócesis de Palangkaraya (en latín: Dioecesis Palangkaraien(sis) y en indonesio: Keuskupan Palangka Raya) es una circunscripción eclesiástica latina de la Iglesia católica en Indonesia, sufragánea de la arquidiócesis de Samarinda. La diócesis tiene al obispo Aloysius Maryadi Sutrisnaatmaka, M.S.F. como su ordinario desde el 14 de junio de 2008.

## Territorio y organización
La diócesis tiene 153 564 km² y extiende su jurisdicción sobre los fieles católicos de rito latino residentes en la provincia de Borneo Central.
La sede de la diócesis se encuentra en la ciudad de Palangka Raya, en donde se halla la Catedral de Santa María.
En 2019 en la diócesis existían 25 parroquias.

## Historia
La diócesis fue erigida el 5 de abril de 1993 con la bula Venerabiles Fratres del papa Juan Pablo II, obteniendo el territorio de la diócesis de Banjarmasin.
Originalmente sufragánea de la arquidiócesis de Pontianak, el 14 de enero de 2003 pasó a formar parte de la nueva provincia eclesiástica de Samarinda.

## Estadísticas
De acuerdo al Anuario Pontificio 2020 la diócesis tenía a fines de 2019 un total de 95 285 fieles bautizados.
| Año                                                                             | Población            | Población | Población      | Sacerdotes | Sacerdotes    | Sacerdotes    | Bautizados por sacerdote | Diáconos permanentes | Religiosos | Religiosos | Parroquias |
| Año                                                                             | Bautizados católicos | Total     | % de católicos | Total      | Clero secular | Clero regular | Bautizados por sacerdote | Diáconos permanentes | Varones    | Mujeres    | Parroquias |
| ------------------------------------------------------------------------------- | -------------------- | --------- | -------------- | ---------- | ------------- | ------------- | ------------------------ | -------------------- | ---------- | ---------- | ---------- |
| 1999                                                                            | 50 781               | 1 769 812 | 2.9            | 26         | 6             | 20            | 1953                     |                      | 27         | 64         | 19         |
| 2000                                                                            | 52 660               | 1 805 208 | 2.9            | 23         | 6             | 17            | 2289                     |                      | 24         | 71         | 19         |
| 2001                                                                            | 53 618               | 1 807 013 | 3.0            | 26         | 6             | 20            | 2062                     |                      | 26         | 93         | 19         |
| 2002                                                                            | 48 666               | 1 801 006 | 2.7            | 28         | 6             | 22            | 1738                     | 1                    | 33         | 89         | 19         |
| 2003                                                                            | 51 116               | 1 828 022 | 2.8            | 34         | 7             | 27            | 1503                     |                      | 38         | 92         | 19         |
| 2004                                                                            | 53 585               | 2 332 864 | 2.3            | 32         | 9             | 23            | 1674                     |                      | 30         | 89         | 19         |
| 2013                                                                            | 74 017               | 2 304 097 | 3.2            | 52         | 18            | 34            | 1423                     |                      | 45         | 119        | 22         |
| 2016                                                                            | 80 453               | 2 675 476 | 3.0            | 56         | 16            | 40            | 1436                     |                      | 53         | 131        | 23         |
| 2019                                                                            | 95 285               | 2 787 090 | 3.4            | 68         | 25            | 43            | 1401                     |                      | 50         | 150        | 25         |
| Fuente: Catholic-Hierarchy, que a su vez toma los datos del Anuario Pontificio. |                      |           |                |            |               |               |                          |                      |            |            |            |

## Episcopologio
- Yulius Aloysius Husin, M.S.F. † (5 de abril de 1993-13 de octubre de 1994 falleció)
  - Sede vacante (1994-2001)
- Aloysius Maryadi Sutrisnaatmaka, M.S.F., desde el 23 de enero de 2001